# Isidoro Carini

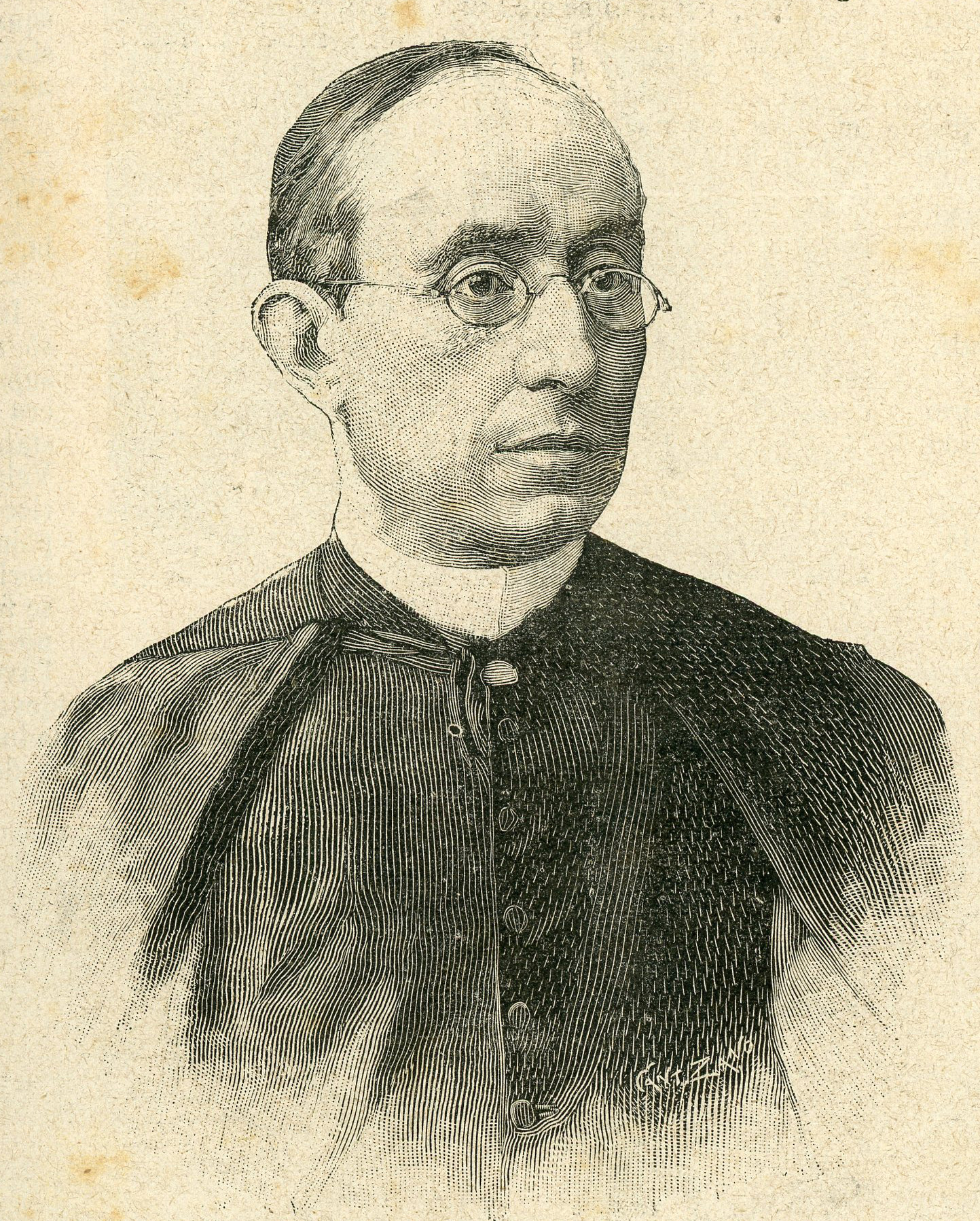
Isidoro Carini

Isidoro Carini (* 7. Januar 1843 in Palermo; † 25. Januar 1895 in Rom) war ein italienischer Historiker und Paläograf.

## Leben
Geboren als Sohn von Giacinto Carini (1821–1880) sowie seiner Gattin Concetta geb. Testaferrata, wählte er den geistlichen Stand und empfing 1868 die Priesterweihe. 1873 gehörte Carini zu den Gründern der Società siciliana di Storia Patria. 1876 wurde er als Nachfolger von Salvatore Cusa, mit dem er seit seinem Eintritt in den Archivdienst 1864 eng zusammengearbeitet hatte, zum Dozenten der Scuola di paleografia e diplomatica des Staatsarchivs Palermo ernannt.
Isidoro Carini war Initiator der Scuola Vaticana di Paleografia, Diplomatica e Archivistica (deutsch: Vatikanische Schule für Paläografie, Diplomatik und Archivkunde), die von Papst Leo XIII. am 1. Mai 1884 gegründet wurde. 1890 wurde der Priester von Papst Leo XIII. zum Kustos der Vatikanischen Apostolischen Bibliothek ernannt.